# Аль-Фергани (лунный кратер)
Кратер Аль-Фергани (лат. Alfraganus) — небольшой яркий ударный кратер в гористом материковом районе к юго-востоку от Моря Спокойствия на видимой стороне Луны. Название присвоено в честь среднеазиатского астронома и математика аль-Фергани (около 798—861) и утверждено Международным астрономическим союзом в 1935 г.

## Описание кратера
Ближайшими соседями кратера являются небольшой кратер Тейлор на западе, маленькие кратеры Теон Младший, Теон Старший на северо-западе, крупный кратер Деламбр на северо-северо-востоке; кратер Ипатия на востоке, кратер Цельнер на юге. На востоке от кратера располагается приметная цепочка кратеров.
Селенографические координаты центра кратера — 5°25′ ю. ш. 18°58′ в. д. / 5,42° ю. ш. 18,97° в. д., диаметр — 20,5 км, глубина — 3,83 км.
Кратер имеет чашеобразную форму с плоским дном, диаметр которого приблизительно вдвое меньше диаметра вала. Вал имеет крутой внутренний склон и острую кромку, сохранился без значительных повреждений. Высота вала над окружающей местностью составляет 780 м.
По морфологическим признакам кратер относится к типу SOS (по названию типичного представителя этого типа — кратера Созиген). Объём кратера — около 240 км³.
Кратер Аль-Фергани является центром системы светлых лучей, распространяющихся во все стороны от него. Один из таких лучей проходит через кратер Кирилл и продолжается до кратера Фракасторо.

## Сечение кратера
На приведенном графике представлено сечение кратера в различных направлениях, масштаб по оси ординат указан в футах, масштаб в метрах указан в верхней правой части иллюстрации.

## Сателлитные кратеры
| Аль-Фергани | Координаты                                          | Диаметр, км |
| ----------- | --------------------------------------------------- | ----------- |
| A           | 3°03′ ю. ш. 20°19′ в. д. / 3,05° ю. ш. 20,32° в. д. | 13,9        |
| C           | 6°08′ ю. ш. 18°05′ в. д. / 6,13° ю. ш. 18,09° в. д. | 10,3        |
| D           | 4°03′ ю. ш. 20°08′ в. д. / 4,05° ю. ш. 20,14° в. д. | 8,3         |
| E           | 4°37′ ю. ш. 19°00′ в. д. / 4,62° ю. ш. 19,00° в. д. | 3,8         |
| F           | 3°32′ ю. ш. 20°50′ в. д. / 3,54° ю. ш. 20,84° в. д. | 8,6         |
| G           | 2°40′ ю. ш. 21°14′ в. д. / 2,67° ю. ш. 21,23° в. д. | 5,7         |
| H           | 4°22′ ю. ш. 19°10′ в. д. / 4,36° ю. ш. 19,16° в. д. | 12          |
| K           | 5°15′ ю. ш. 19°32′ в. д. / 5,25° ю. ш. 19,54° в. д. | 3,0         |
| M           | 5°40′ ю. ш. 19°34′ в. д. / 5,66° ю. ш. 19,56° в. д. | 3,2         |

- Кратер Аль-Фергани и сателлитные кратеры Аль-Фергани A, Аль-Фергани C включены в список кратеров с яркой системой лучей Ассоциации лунной и планетарной астрономии (ALPO)[6].
- Кратер Аль-Фергани и сателлитный кратер Аль-Фергани C относятся к числу кратеров, в которых зарегистрированы температурные аномалии во время затмений. Объясняется это тем, что подобные кратеры имеют небольшой возраст, и скалы не успели покрыться реголитом, оказывающим термоизолирующее действие.